# Fort de Joux
El Fort de Joux o castillo de Joux es un castillo medieval francés, convertido en una fortaleza, situada en La Cluse-et-Mijoux, en el departamento de Doubs, en las montañas del Jura. Custodiaba el paso de montaña "Cluse de Pontarlier". 
La fortaleza alberga un museo de armas, que exhibe más de "seiscientas armas raras" que datan del siglo XVIII a principios del siglo XX. El castillo también tiene un pozo que, con 120 m, es uno de los más profundos de Europa.

## Historia
Durante su larga historia, Fort de Joux ha pasado por sucesivas etapas de construcción. La primera construcción fue de madera en el siglo XI y una reconstrucción fue ejecutada en piedra en el siglo XII por los señores de Joux. El castillo sería la última fortaleza del español Franco Condado de Borgoña, tomada por los franceses el 4 de julio de 1674. Los Tratados de Nimega confirmarían su anexión. El ingeniero más famoso de la historia de Fort-de-Joux "sería Vauban en 1690. Fue tomado por las tropas del Imperio austríaco el 17 de enero de 1814 dentro de la Guerra de la Sexta Coalición. La fortaleza sería reforzada más tarde con la construcción de los fuertes de Larmont durante el siglo XIX. En 1879, el capitán (más tarde General) Joffre, a continuación, un oficial de ingeniería militar, se modernizó y lo transformó en una fortaleza.
Sirvió como prisión para los sucesivos gobiernos de Francia entre los siglos XVII y XIX. En este cometido, Fort-de-Joux es conocido por haber servido como sitio de reclusión por Toussaint Louverture —quien murió allí el 7 de abril de 1803—, Mirabeau y Heinrich von Kleist. 
Además de ser empleado como una prisión, Fort-de-Joux jugó un papel en la defensa de la región hasta la Primera Guerra Mundial. 
En 1944, el Fort de Joux fue inscrito como monumento histórico de Francia y desde 1996 está clasificado en el mismo título.